# Route 165 (Nouveau-Brunswick)
Pour les articles homonymes, voir Route 165.
La route 165 est une route secondaire du Nouveau-Brunswick située dans le sud-ouest de la province, dans la région de Woodstock. Elle mesure 22 km (14 mi).

## Description du tracé
La route 165 débute à la sortie 212 de la route 2, comme la continuité de la route 122. Elle commence par traverser Meductic, puis elle suit la rive ouest du fleuve Saint-Jean pendant 19 km (12 mi). Elle est également parallèle à la route 2. Elle se termine à sa jonction avec la route 103, juste au sud du centre de Woodstock. 

## Histoire
La route 165 fut créée en 2003 lorsqu'une nouvelle section de la route 2 ouvrit. Le segment de la route 165 entre Bulls Creek et Meductic est l'ancien tracé de la route 2, tandis que le segment au nord de Bulls Creek était une section de la route 103 et celui au sud de Meductic, une ancienne section de la route 122.

## Intersections majeures
| Comté                 | Ville          | km    | Destinations                                             | Notes                                                        |
| --------------------- | -------------- | ----- | -------------------------------------------------------- | ------------------------------------------------------------ |
| York                  | Meductic       | 0,00  | NB-2 – Fredericton, Edmundston NB-122 ouest – Canterbury | Sortie 212 de la NB-2; la NB-165 sud devient la NB-122 ouest |
| Carleton              | Hay Settlement | 10,40 | Chemin Dugan vers NB-2 – Debec                           |                                                              |
| Carleton              | Woodstock      | 21,90 | NB-103 vers NB-2 / NB-95 – Hartland, Houlton, Me         | La NB-165 nord devient la NB-103 nord                        |
| - Transition de route |                |       |                                                          |                                                              |